# М-69 минобацач
Минобацач 82 mm М-69 је оружје Југословенске производње пројектован је да служи као пратеће оружје пешадије и као такво намијењено је за неутралисање и уништавање непријатељске живе силе и ватрених средстава непријатеља (откривених и у заклонима); задимљавање, засљепљивање осматрачница и ватрених тачака; освјетљавање бојишта и за прављење пролаза у жичаним препрекама (ретко).

## Опис
Успешно дејство минобацачем калибра 82 mm на откривену живу силу и ватрена средства ван заклона (у повољним метеоролошким условима), се постиже на даљинама: мином M74 do 4.500 m; мином М68П1 и специјалним пуњењем до 3.900 m, а обичним пуњењем до 2.900 m.
Успешно дјејство на живу силу и ватрена средства у заклонима (рововима) и при отварању пролаза у жичаним препрекама, је. на следећим даљинама: мином М74 до 3.500 m; мином М68П1 и специјалним пуњењем до 3.000 m, а обичним пуњењем до 2.500 m. При гађању откривене живе силе и ватрених средстава на већој површини (ваздушни десант у моменту приземљивања и сл.) успешно дејство минобацача са одговарајућим минама и барутним пуњењима постиже се на даљинама максималног домета.
Брзина гађања минобацачем 82 мм, без контроле и поправке елемената нишањења, износи 20-25 мина у минуту, а са контролом и поправкама елемената нишањења до 20 мина у минуту. На живу силу у лежећем ставу полупречник успешног дејства гелера тренутне мине је до 18 m, а на циљеве у стојећем ставу до 30 m.
Минобацач 82 mm опслужују четири послужиоца, а некада само двојица – нишанџија и пунилац. Минобацач 82 mm транспортује се моторним и запрежним возилом, а на краћим одстојањима преносе га послужиоци на леђним рамовима или на рукама.
Минобацач 82 mm се састоји из следећих главних делова: цев са задњим делом, двоножни лафет, подлогу и нишанску справу. Сваком оруђу припадају резервни делови, алат и прибор (РАП).

## Тактичко-технички подаци
- Калибар: 82 mm
- Маса минобацача: 45 kg
- Маса цеви са задњим делом: 14,5 kg
- Маса лафета: 14 kg
- Маса подлоге: 15 kg
- Маса нишанске справе: 1,5 kg
- Поље дејства по елевацији: 45° do 85°
- Дужина цеви: 1200 mm
- Маса тренутне мине: 3,05 kg
- Домет тренутне мине: 4200 m
- Послуга: 4